# T Express
T Express (tiếng Hàn Quốc: 티 익스프레스) một tuyến tàu lượn siêu tốc bằng gỗ tại Everland ở Yongin, Hàn Quốc. Đường ray nằm trong khu European Adventure của công viên. Nó có chủ đề là một thị trấn nhỏ trên dãy núi Alps. Đường tàu lượn này khai trương vào ngày 14 tháng 3 năm 2008 và do Intamin và Rocky Mountain Construction xây dựng. T Express là tàu lượn siêu tốc bằng gỗ đầu tiên của Hàn Quốc và là tàu lượn siêu tốc bằng gỗ thứ ba ở châu Á, đồng thời là tàu lượn siêu tốc bằng gỗ thứ tư của Intamin có đường ray làm sẵn. T Express là tàu lượn siêu tốc bằng gỗ cao nhất thế giới với độ cao 56,02 mét, cùng thông số với Wildfire ở Thụy Điển. Đây là tàu lượn siêu tốc bằng gỗ dốc thứ năm và có độ dốc lớn thứ bảy trên thế giới, cũng như nhanh thứ mười và dài thứ ba trên hành tinh này. Ngoài ra, đây là tàu lượn bằng gỗ dài nhất, cao nhất, nhanh nhất, độ dài dốc và độ dốc thẳng đứng lớn nhất ở châu Á. T Express từng là tàu lượn siêu tốc cao nhất, nhanh nhất và dốc nhất ở Hàn Quốc, cho đến khi bị thay thế bởi Draken khánh thành năm 2018 tại Gyeongju World. Tuy nhiên, nó vẫn giữ kỷ lục là tàu lượn siêu tốc dài nhất ở Hàn Quốc.

## Lịch sử
Đường tàu lượn siêu tốc bắt đầu được xây dựng vào khoảng tháng 2 năm 2007. T Express ban đầu do Intamin xây dựng, và được Rocky Mountain Construction, một công ty sản xuất có trụ sở tại Idaho, hỗ trợ xây dựng công trình. T Express được công bố lần đầu tiên vào ngày 12 tháng 3 năm 2008 trong một thông cáo báo chí của Everland, tuyên bố rằng họ sắp tung ra đường tàu lượn siêu tốc như "một cách để cạnh tranh với các công viên chủ đề khác như Universal Studios". T Express là tàu lượn siêu tốc bằng gỗ đầu tiên ở Hàn Quốc và thứ ba ở châu Á. T Express chính thức được mở cho công chúng sử dụng vào ngày 14 tháng 3 năm 2008. Tên của công trình đặt tên theo T World, một công ty điện thoại không dây của Hàn Quốc do SK Telecom điều hành đã tài trợ cho công trình này.

## Trải nghiệm

### Hành trình
Sau khi rời ga, đoàn tàu từ từ leo lên đỉnh dốc cao 56,02 m (183,8 ft) bằng hệ thống cáp kéo, rồi uốn cong nhẹ sang phải. Sau đó, nó thả dốc từ con dốc nghiêng 77 độ. Sau đấy, nó lại đi lên khi cách mặt đất 46m rồi quay nhẹ về bên phải và lại thả dốc tiếp. Tiếp theo, tàu lượn rẽ phải, rồi rẽ trái, sau đó đi trên một ngọn dốc hình bướu lạc đà, rồi lại rẽ phải và hướng trở lại mặt đất. Có thêm một ngọn đồi hình bướu lạc đà, sau đó rẽ phải, tiếp theo là hai ngọn đồi thình bướu lạc đà nữa, rồi rẽ trái vào một ngọn đồi hình bướu lạc đà khác và rẽ phải. Tiếp đó là một đoạn hình bướu lạc đà rồi rẽ trái, sau đó là một loạt đoạn bướu lạc đà khác, rồi lại rẽ trái, sau đó đoàn tàu về lại vị trí xuất phát. T Express chạy khoảng 3 phút. "시속104㎞, 높이56m 으으으윽... 나무 위의 공포!". www.hani.co.kr (bằng tiếng Hàn). ngày 14 tháng 1 năm 2009. Truy cập ngày 25 tháng 8 năm 2024. 1열에선 바로 이런 느낌! T-Express 리얼 탑승 영상 (bằng tiếng Anh), truy cập ngày 28 tháng 8 năm 2024 Người chơi trải nghiệm dốc hình bướu lạc đà 12 lần trong suốt chuyến đi. Với tốc độ 103,9 km/h (64,6 mph), T Express  là tàu lượn bằng gỗ nhanh thứ mười trên thế giới và nhanh thứ hai ở Hàn Quốc. "Record Holders". rcdb.com. Lưu trữ bản gốc ngày 25 tháng 8 năm 2024. Truy cập ngày 26 tháng 8 năm 2024. "Record Holders". rcdb.com. Truy cập ngày 28 tháng 8 năm 2024. 기자, 김연지 (ngày 15 tháng 8 năm 2024). "에버랜드에 '서서 타는 롤러코스터' 들어오나…놀이기구 명칭 의견 수렴 중". CEOSCOREDAILY (bằng tiếng Hàn). Truy cập ngày 28 tháng 8 năm 2024.

### Xe lửa
T Express có 3 đoàn tàu bằng thép và sợi thủy tinh. Mỗi đoàn có 6 toa, mỗi toa có 3 hàng và mỗi hàng có 2 chỗ ngồi, do đó mỗi đoàn tàu có thể chở 36 người trong một chuyến. T Express có thể chở tới 1.500 hành khách mỗi giờ.

### Đường ray
T Express là tàu lượn siêu tốc bằng gỗ đầu tiên ở Hàn Quốc. "1월 놀이달력 〈여행〉". www.hani.co.kr (bằng tiếng Hàn). ngày 29 tháng 12 năm 2008. Truy cập ngày 28 tháng 8 năm 2024. Đường ray của T Express được làm từ chín tấm gỗ ép lãnh sam của Phần Lan. Tổng cộng 670 tấn gỗ, 45.000 khối gỗ và 50.000 chốt đã được sử dụng để xây dựng đường ray của T Express. "에버랜드에 '나무로 만든 롤러코스터' 탄생". n.news.naver.com (bằng tiếng Hàn). Truy cập ngày 28 tháng 8 năm 2024. "에버랜드에 괴물 떴다...우든코스터 '티 익스프레스' 도입". 매일경제 (bằng tiếng Hàn). ngày 17 tháng 1 năm 2009. Truy cập ngày 28 tháng 8 năm 2024. Manager, Samsung C&T Global PR. "Everland's T-Express makes a comeback to thrill riders again" (bằng tiếng Anh). {{Chú thích web}}: |url= trống hay bị thiếu (trợ giúp) T Express là tàu lượn bằng gỗ cao nhất thế giới, với chiều cao 183,8 ft (56,02 m). "Record Holders". rcdb.com. Lưu trữ bản gốc ngày 5 tháng 5 năm 2024. Truy cập ngày 25 tháng 8 năm 2024. Chiều cao của T Express tận dụng lợi thế của địa hình đồi núi xung quanh và có thể là một sự khác biệt hơn so với chiều cao cấu trúc trực tiếp. "T Express - Everland (Yongin-si, Gyeonggi-do, South Korea)". rcdb.com. Truy cập ngày 28 tháng 8 năm 2024. T Express là tàu lượn siêu tốc bằng gỗ có chiều dài dốc lớn thứ bảy, với độ dài 150,9 ft (45,99 m), và dài thứ ba thế giới với tổng chiều dài 5.383,8 ft (1.641 m). "Record Holders". rcdb.com. Lưu trữ bản gốc ngày 5 tháng 5 năm 2024. Truy cập ngày 25 tháng 8 năm 2024. "Record Holders". rcdb.com. Lưu trữ bản gốc ngày 25 tháng 8 năm 2024. Truy cập ngày 25 tháng 8 năm 2024. Đây cũng là tàu lượn bằng gỗ dài nhất, "Record Holders". rcdb.com. Truy cập ngày 28 tháng 8 năm 2024. cao nhất, "Record Holders". rcdb.com. Truy cập ngày 28 tháng 8 năm 2024. nhanh nhất, "Record Holders". rcdb.com. Truy cập ngày 28 tháng 8 năm 2024. có độ dài dốc "Record Holders". rcdb.com. Truy cập ngày 28 tháng 8 năm 2024. và độ dốc thẳng đứng lớn nhất ở châu Á. "Record Holders". rcdb.com. Truy cập ngày 28 tháng 8 năm 2024. T Express từng là tàu lượn siêu tốc cao nhất, nhanh nhất và dốc nhất ở Hàn Quốc kể từ lúc khánh thành, cho đến khi nó bị thay thế bởi Draken tại Gyeongju World vào năm 2019. "Record Holders". rcdb.com. Truy cập ngày 27 tháng 8 năm 2024. Tuy nhiên, nó vẫn giữ kỷ lục về đường ray tàu lượn siêu tốc dài nhất ở Hàn Quốc. "Record Holders". rcdb.com. Truy cập ngày 28 tháng 8 năm 2024.

### Chủ đề
T Express nằm trong khu European Adventure của Everland, nơi có hai khu vườn cũng như các tòa nhà được thiết kế để gợi lên phong cách kiến trúc châu Âu. "EVERLAND - Attractions". www.everland.com. Lưu trữ bản gốc ngày 26 tháng 8 năm 2024. Truy cập ngày 26 tháng 8 năm 2024. "EVERLAND - Theme Story". www.everland.com. Lưu trữ bản gốc ngày 25 tháng 8 năm 2020. Truy cập ngày 25 tháng 8 năm 2024. Bản thân đường tàu lượn này có chủ đề dựa trên một tuyến đường sắt tuyệt đẹp bên trong một ngôi làng trên dãy Anpơ. Khi T Express mở cửa cho công chúng, Everland đã trang trí khu vực xung quanh trông giống như một thị trấn nhỏ trên dãy núi Anpơ. "에버랜드 '티 익스프레스' 체험". 서울신문 (bằng tiếng Hàn). ngày 15 tháng 1 năm 2009. Lưu trữ bản gốc ngày 23 tháng 7 năm 2023. Truy cập ngày 26 tháng 8 năm 2024.

## Đón nhận

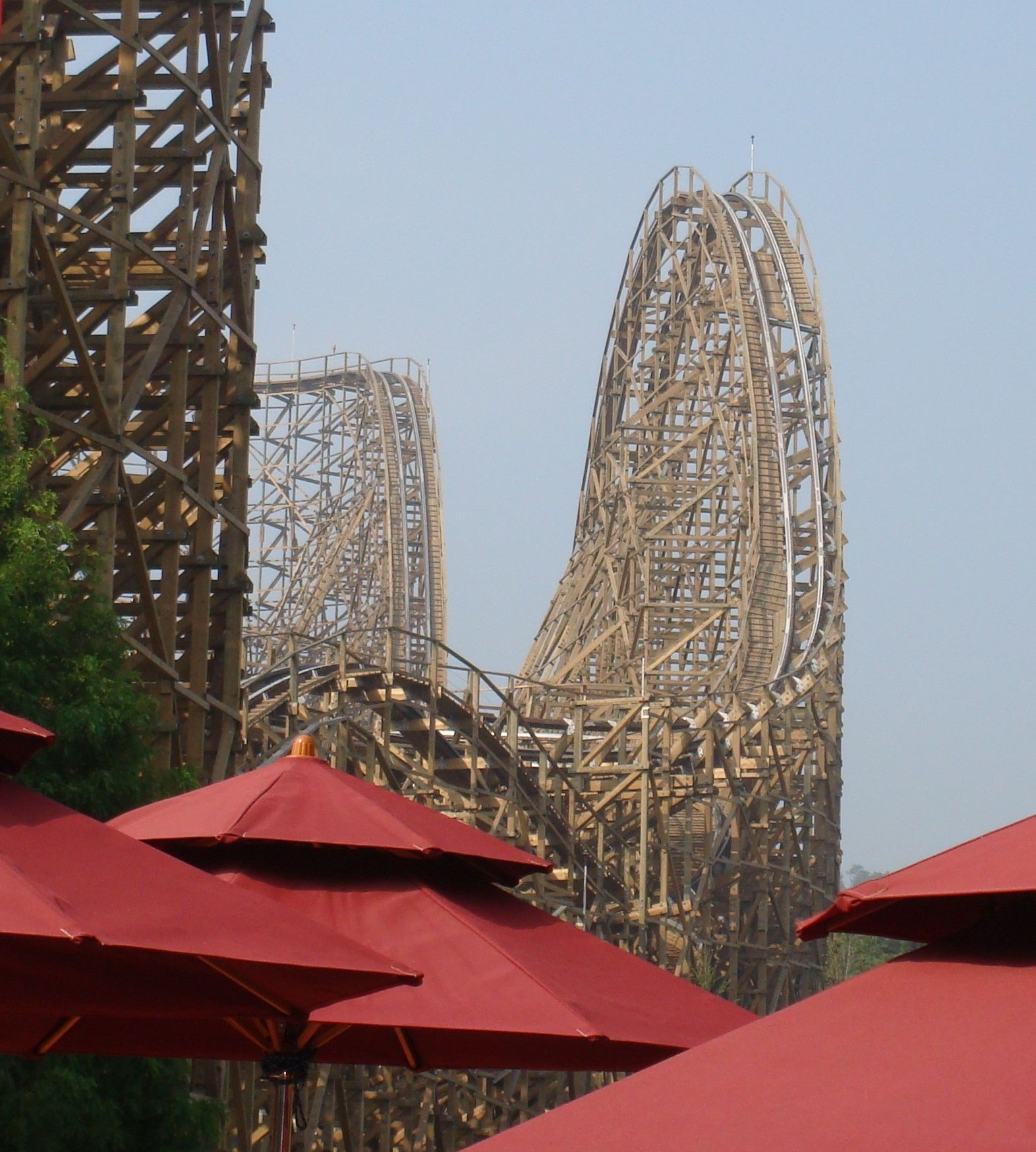
T Express, tháng 9 năm 2008

T Express đã làm tăng lượng khách đến Everland, đặc biệt là thanh thiếu niên và sinh viên đại học. Số lượng sinh viên đại học đến Everland tăng 14% và thanh thiếu niên tăng 73%, theo thông cáo báo chí năm 2009 của Everland. Cũng theo thông cáo báo chí đó, trung bình ba trong mười du khách đến Everland đã đi T Express.
Trong vòng 6 tháng đầu khai trương, hơn 1.000.000 người đã sử dụng T Express và đến cuối năm hoạt động đầu tiên, hơn 1.758.800 người đã đi T Express. Trong vòng hai năm, T Express đã có tổng cộng hơn 3 triệu lượt tham gia, với 4.500 người chơi mỗi ngày.

### Giải thưởng
| Năm      | 2009 | 2010 | 2011 | 2012           | 2013           | 2015 | 2016 | 2018 | 2019 | 2021 | 2022 |
| -------- | ---- | ---- | ---- | -------------- | -------------- | ---- | ---- | ---- | ---- | ---- | ---- |
| Thứ hạng | 46   | 36   | 39   | 46 (đồng hạng) | 41 (đồng hạng) | 47   | 44   | 45   | 37   | 50   | 39   |